# Rana Guerrerense
The Guerreran Leopard Frog hoặc Rana Guerrerense (Rana omiltemana) là một loài ếch trong họ Ranidae. Chúng là loài đặc hữu của the Sierra Madre del Sur in Guerrero, México.
Các môi trường sống tự nhiên của chúng là các khu rừng vùng núi ẩm nhiệt đới hoặc cận nhiệt đới và sông. Loài này đang bị đe dọa do mất môi trường sống.